# パトリック・マクグーハン
パトリック・マクグーハン（Patrick McGoohan、1928年3月19日 - 2009年1月13日）は、アメリカ合衆国ニューヨーク市生まれのアイルランド系の俳優・脚本家・映像作品監督・プロデューサー。1950年代半ばから1960年代にかけてテレビを中心に活躍、特に『プリズナーNo.6』で知られる。日本語ではパトリック・マッグーハンとも表記される。身長188cm。

## 略歴
本名はパトリック・ジョーゼフ・マクグーハン（Patrick Joseph McGoohan）。
仕事を求めて渡米していたアイルランド人の両親のもと、ニューヨークのクイーンズ地区アストリアに生まれるが、生後間もなく、両親の母国であるアイルランドへ家族とともに帰国する。7歳の時にイギリスのシェフィールドへと引っ越す。
幼少時から重い気管支喘息に悩まされたが、学生時代はボクシングに励んだほか、特に数学に優れた生徒だった。
熱心なカトリック信者の家庭に育ち、病弱であったこともあり、幼い頃からカトリックの司祭になることを夢見ていたが、演劇に興味を持つようになり、悩んだ末に演劇の道を志す。
ラトクリフ・カレッジを卒業後、銀行や養鶏場などで事務員として働きながら、幾つかのアマチュア劇団で演技の腕を磨く。シェフィールド・レパートリー・シアターで劇場の裏方兼マネージャーとして働いていた時、病気降板した俳優の代役として急遽舞台に立ったことがきっかけで、以後、同劇団の主力俳優として活躍する。
1950年代半ばから、舞台出演のかたわらテレビドラマに出演するようになり、1955年には端役でスクリーン・デビューする。舞台出演の合間に、スクリーン・テストの女優の相手役を務めたりもしていた。徐々に活躍の場を舞台からテレビへと移し、1960年にスタートした30分のテレビシリーズ『秘密指令』で、主人公のNATOのスパイ、ジョン・ドレイクを演じた。放送時間が60分に拡大された続編『秘密諜報員ジョン・ドレイク』にも引き続き主演し、その人気を決定的なものとした。この2作はアメリカでも放送された。最優秀テレビ俳優にも選出され、これらの成功によりイギリスで最も高額な出演料を得るテレビ俳優となった。
そして1967年、後に伝説的作品となるTVシリーズ『プリズナーNo.6』を手掛ける。主演だけでなく、製作、監督、脚本も務めた意欲作で、実験的要素を多く取り入れ、視聴者に解釈の幅を与える謎めいた雰囲気と、英国的ユーモアを併せ持つ不思議な感覚を抱かせる本作は高い評価と人気を得て、今日もカルト的な人気を誇り、マクグーハンの代表作となっている。
アメリカでの仕事も多く、テレビドラマでは『刑事コロンボ』シリーズの「祝砲の挽歌」に出演した。アイルランドなまりのある独特の口調を活かして厳格な陸軍士官学校校長を見事に演じ、エミー賞コメディ・ドラマ部門の最優秀助演賞を受賞した。また、この共演がピーター・フォークと親交を結ぶきっかけとなり、その後も「仮面の男」、『新・刑事コロンボ』シリーズの「完全犯罪の誤算」、「復讐を抱いて眠れ」でスペシャル・ゲスト・スター（犯人役）として出演した。上記「仮面の男」「完全犯罪の誤算」、「復讐を抱いて眠れ」では監督を兼任、さらに「さらば提督」、「奪われた旋律」でも監督をつとめている。『刑事コロンボ』の新・旧シリーズを含めて4回の犯人役は、同シリーズ中の最多記録である。
映画では『北極の基地 潜航大作戦』『大陸横断超特急』などがあるが、特にドン・シーゲル監督の『アルカトラズからの脱出』の冷徹な刑務所長という『プリズナーNo.6』の時とは真反対の役が有名である。晩年では『ブレイブハート』のエドワード1世役や『評決のとき』の判事役が知られる。
怜悧で神経質な役のイメージが強いが、ビリー・ゼインの父親役を演じた『ザ・ファントム』ではとぼけた味わいを見せ、『ザ・シンプソンズ』の1エピソードではNo.6役として吹き替えを担当するなど、茶目な面も見せている。
ジョーゼフ・サーフ（Joseph Serf）、パディ・フィッツ（Paddy Fitz）等のペンネームを使用することもある。
『刑事コロンボ』シリーズで共演したピーター・フォークとは互いに信頼し合える親友で、マクグーハンの自伝にはフォークが序文を寄せている。
『007』シリーズのジェームズ・ボンド、TVシリーズ『セイント 冒険野郎』のサイモン・テンプラー役といった名の知られた作品への出演を断ったことでも有名で、晩年は『ロード・オブ・ザ・リング』三部作のガンダルフ、『ハリー・ポッター』シリーズのダンブルドア役のオファーを健康上の理由から断っている。
私生活では、1951年に同じ劇団の女優ジョアン・ドラモンドと結婚した。三児に恵まれ、長女のキャサリンと次女のアンは女優になり、父娘共演作品もある。晩年はロサンゼルスで妻・娘・孫ら家族と引退生活を送っていたが、2009年1月13日入院先のサンタモニカの病院で死去。80歳没。病名は公表されていない。

## 主な出演作品

### 映画
| 公開年 | 邦題 原題                                               | 役名                                   | 備考       |
| ------ | ------------------------------------------------------- | -------------------------------------- | ---------- |
| 1955   | 颱風圏 Passage Home                                     | マクアイザック                         |            |
| 1955   | 暁の出撃 The Dam Busters                                | ガード                                 |            |
| 1955   | 嵐の中の青春 I Am a Camera                              | セラピスト                             |            |
| 1956   | 熱砂の舞 Zarak                                          | ラーキン                               |            |
| 1957   | 地獄特急 Hell Drivers                                   | C・レッドマン                          |            |
| 1958   | 情欲の魔境 Nor the Moon by Night                        | アンドリュー・ミラー                   |            |
| 1963   | まぼろし密輸団 Dr. Syn, Alias the Scarecrow             | クリストファー・シン博士／スケアクロウ |            |
| 1964   | トマシーナの三つの生命 The Three Lives of Thomasina     | アンドリュー                           |            |
| 1968   | 北極の基地 潜航大作戦 Ice Station Zebra                 | デヴィッド・ジョーンズ                 |            |
| 1970   | 暗黒街の特使 The Moonshine War                          | フランク・ロング                       |            |
| 1971   | クイン・メリー/愛と悲しみの生涯 Mary, Queen of Scots    | ジェームズ・スチュワート               |            |
| 1975   | ミスター・ノーボディ2 Un genio, due compari, un pollo   | キャボット                             |            |
| 1976   | 大陸横断超特急 Silver Streak                            | ロジャー・デヴロー                     |            |
| 1977   | 鉄仮面 The Man in the Iron Mask                         | フーケ                                 | テレビ映画 |
| 1978   | ブラス・ターゲット Brass Target                         | マイク・マッコーリー                   |            |
| 1979   | ハイパー・ウェポン 最終狙撃者 The Hard Way              | ジョン・コナー                         | テレビ映画 |
| 1979   | アルカトラズからの脱出 Escape from Alcatraz             | 刑務所長                               |            |
| 1981   | スキャナーズ Scanners                                   | ポール・ルース博士                     |            |
| 1983   | 恐竜伝説ベイビー Baby: The Greatest Adventure Ever Born | エリック・キヴィアット博士             |            |
| 1995   | ブレイブハート Braveheart                               | エドワード1世                          |            |
| 1996   | ザ・ファントム The Phantom                              | ファントムの父                         |            |
| 1996   | 評決のとき A Time To Kill                               | オマー・ノーズ判事                     |            |
| 2002   | トレジャー・プラネット Treasure Planet                  | ビリー・ボーンズ                       | 声の出演   |

### テレビシリーズ
| 放映年         | 邦題 原題                                            | 役名                                           | 備考 |
| -------------- | ---------------------------------------------------- | ---------------------------------------------- | --- |
| 1960-1961      | 秘密指令 Danger Man                                  | ジョン・ドレイク                               | 39エピソード |
| 1964-1967      | 秘密諜報員ジョン・ドレイク Danger Man (Secret Agent) | ジョン・ドレイク                               | 47エピソード |
| 1967-1968      | プリズナーNo.6 The Prisoner                          | No.6/ No.12                                    | 製作総指揮・監督・脚本・出演 17エピソード |
| 1974 1975 1976 | 刑事コロンボ Columbo                                 | - ライル・C・ラムフォード - ネルソン・ブレナー | - 「祝砲の挽歌」（出演・エミー賞最優秀助演賞受賞） - 「仮面の男」（監督・出演） - 「さらば提督」（監督のみ）                                                             |
| 1977           | ドクター・ラファティー Rafferty                      | シド・ラファティー                             | 13エピソード |
| 1987           | ジェシカおばさんの事件簿 Murder, She Wrote           | オリヴァー・クエイル弁護士                     | エピソード『消えたブローチ』 |
| 1990 1998 2000 | 新・刑事コロンボ Columbo                             | - オスカー・フィンチ - エリック・プリンス      | - 「完全犯罪の誤算」（監督・出演、エミー賞最優秀ゲスト俳優賞受賞） - 「復讐を抱いて眠れ」（製作総指揮補・監督・脚本・出演） - 「奪われた旋律」（製作総指揮・監督・脚本） |
| 2000           | ザ・シンプソンズ The Simpsons                        | No.6                                           | 1エピソードに声の出演 |

## 参照
1. ↑  “Patrick McGoohan”. The Daily Telegraph. (2009年1月15日) 2010年9月11日閲覧。
2. ↑  “Prisoner star McGoohan dies at 80” (英語). BBCニュース. (2009年1月15日) 2009年7月27日閲覧。
3. ↑  Burgess, Kaya (2009年1月15日). “Patrick McGoohan, creator and star of The Prisoner, dies” (英語). Times Online 2009年7月27日閲覧。
4. ↑  “Patrick McGoohan: The Prisoner actor dies aged 80” (英語). guardian.co.uk. (2009年1月14日) 2009年7月27日閲覧。
5. ↑  “Patrick McGoohan, Star of ‘The Prisoner,’ Dies at 80” (英語). ニューヨーク・タイムズ. (2009年1月15日) 2009年7月27日閲覧。
6. ↑  McLellan, Dennis (2009年1月15日). “Patrick McGoohan dies at 80; TV's 'Secret Agent' and 'Prisoner'” (英語). ロサンゼルス・タイムズ 2009年7月27日閲覧。